# Сисньега, Пабло
Пабло Эдуардо Сисньега Финк (исп. Pablo Eduardo Sisniega Fink; 7 июля 1995, Мехико, Мексика) — мексиканский футболист, вратарь клуба «Сан-Антонио».

## Клубная карьера
Сисньега — воспитанник клубов «Гвадалахара» и американского «Филадельфия Юнион».
В 2012 году Пабло перешёл в испанский «Реал Сосьедад», где он для получения игровой практики выступал за вторую команду в Сегунде B.
18 февраля 2019 года Сисньега перешёл в клуб MLS «Лос-Анджелес». За «Лос-Анджелес» он дебютировал 11 июня в матче Открытого кубка США против «Реал Солт-Лейк». 28 июня в матче против «Колорадо Рэпидз» он дебютировал в MLS. По окончании сезона 2021 срок контракта Сисньеги с «Лос-Анджелесом» истёк.
12 декабря 2021 года «Лос-Анджелес» продал права на Сисьенегу в MLS за $50 тыс. в общих распределительных средствах новичку лиги, клубу «Шарлотт», начинающему выступления в сезоне 2022. За «Шарлотт» он дебютировал 1 октября 2022 года в матче против «Филадельфии Юнион». По окончании сезона 2023 «Шарлотт» отклонил опцию продления контракта Сисньеги.
12 января 2024 года Сисньега подписал контракт с клубом Чемпионшипа ЮСЛ «Сан-Антонио». 9 марта в матче стартового тура сезона 2024 против «Лаудон Юнайтед» он дебютировал за «Сан-Антонио».

## Достижения
Командные
 «Лос-Анджелес»
- Победитель регулярного чемпионата MLS: 2019